# じゃじゃ馬と呼ばないで
『じゃじゃ馬と呼ばないで』（じゃじゃうまとよばないで）は、日本の女性アイドルグループ・GALETTeの楽曲。2014年2月12日に同グループ通算2枚目のシングルとしてFrog Entertainmentレーベル（販売委託：ダイキサウンド）から発売された。

## 背景とリリース
前作『G』（2013年10月30日発売）から約4か月半のブランクを経て発売されたGALETTeのセカンド・シングル。
表題曲は村山しほり・四島早紀・保坂朱乃の3人でグループが結成・お披露目される前の2013年7月に初めて制作された楽曲で、その後メンバー2名の増員を経てCD化にこぎ付けた。
シングルはType-A（GALF-2）とType-B（GALF-3）、Type-C（GALF-4）の3形態がリリースされた。Type-Aは表題曲のミュージックビデオを収めたDVD付。Type-BとType-CはCDのみだが、ジャケットはType-Bが表題曲、Type-Cがカップリングの「Candy Pop」をイメージしたビジュアルとなっている。
本作が発売された後、オリコンデイリーシングルランキングで18位、2014年2月24日付の同週間シングルランキングで24位、同日付の同インディーズ週間ランキングで2位を獲得し、これらが最高順位となっている。

## メディアでの使用
「じゃじゃ馬と呼ばないで」は、2014年2月15日未明放送の日本テレビ『ミュージックドラゴン』で歌唱。同年3月には同番組の1コーナー「サビなび」に本曲がパワープレイされた他、同局の深夜バラエティ番組『それゆけ!ゲームパンサー!』のエンディングテーマにも使用された。
また日本テレビ系列局では、札幌テレビ放送『ジョシスタ あいく的』と福岡放送『ナイトシャッフル』の同年2月期エンディングテーマとしてパワープレイが行われていた。

## 収録内容
CD
1. じゃじゃ馬と呼ばないで
作詞・作曲・編曲：筑田浩志
2. Candy Pop
作詞・作曲：コモP（小森雄壱）[7]・サムオ（osamu nishimoto）[8]　編曲：コモP
3. じゃじゃ馬と呼ばないで（Instrumental）
4. Candy Pop（Instrumental）

DVD
- じゃじゃ馬と呼ばないで（Music Video）

## クレジット
- Executive Produced by MT
- Produced by Uchiumi Hiroki（Nippon Television Music）
- Directed by ITR Entertainment
- Choreography by Harada Miyuki
- Movie directed by Oda Norikazu
- A&R by Arima Jun
- Mixed & Mastered by twelve / 1ch
- Photography by Miyata Masaomi
- design by Yoshimatsu Kazuto（imagine）
- Special Thanks：aruaru city、Frog Entertainment inc.

## 転校少女歌撃団によるカヴァー
GALETTeのメンバーだった古森結衣が解散後の2017年1月から2018年4月まで在籍していた『転校少女歌撃団』は、2017年4月25日にリリースしたシングル「この世界にサヨナラして」のカップリング（Type-C）で本曲をカヴァーした。
楽曲は2017年4月1日に新宿Renyで行われたイベント『@JAM THE WORLD 春のジャムまつり!2017』で初披露。GALETTeの原曲にブラス・テイストが加わった新たなアレンジとなっているのが特徴である。
ミュージックビデオは同年4月22日に新宿マルイメン屋上の特設ステージで撮影。前週の14日にツイッターで告知が行われ、多くの観客が撮影に協力。そのうち10名の観客が“スペシャルカメラマン”として当日特定された場所での撮影を行っていた。
なお、転校少女歌撃団は古森の脱退後にユニット名を『転校少女*』に改名したが、2022年1月16日をもって解散。解散前の2021年12月19日に渋谷・Studio Freedomで行われた『転校少女* リクエストアワー THE LAST』では、「じゃじゃ馬と呼ばないで」が7位にランクインした。